# Rebecca & Fiona
Rebecca & Fiona es un dúo sueco de DJs, conformado por Rebecca Scheja y Fiona Fitzpatrick. Ambas tienen antecedentes musicales de sus padres. El padre de Rebecca Scheja, Staffan Scheja es uno de los pianistas más importantes de Suecia y el padre de Fiona Fitzpatrick, Greg Fitzpatrick era un famoso músico y letrista en la década de 1980, pionero en el uso de sintetizadores en el pop.
Además de ser disc jockeys, han lanzado varios sencillos e incluso, poseen un blog. En 2010, participaron de una serie auto-titulada en la televisión sueca donde se las podía seguir mientras producían música y en sus presentaciones en vivo por toda Suecia. La serie se convirtió en la ganadora del premio Crystal por el mejor programa de reality. Rebecca & Fiona realizaron en 2010-2011, el warm up para la gira europea de Robyn. Entre sus principales actuaciones han sido reconocidas con el Premio de Polarpriset y el Way Out West 2010.
Su segundo sencillo Bullets, llegó a ocupar el puesto número 2 de la lista de sencillos de iTunes en Suecia y ubicarse en el número 6 en la lista nacional. Además, fue respaldado por varios disc jockeys en las discotecas y en festivales de todo el mundo. También han prestado sus voces para la canción Borrow Money, en el track Boy de Adrian Lux, y para el consagrado DJ estadounidense Kaskade, en la canción Turn It Down.
El dúo ha tocado en varios países incluyendo Estados Unidos, Suecia, Holanda, Reino Unido, Bélgica, Costa Rica (Life in Color), España, México y Marquee Las Vegas siendo su favorito.
En 2011&2015 recibieron el premio Grammis en Suecia como mejor artista electrónico/dance.
En febrero de 2013 lanzaron el sencillo "Taken Over" que contó con la producción del sueco Style of Eye, quién trabajó también con otro dúo sueco femenino, las Icona Pop. Alcanzó el puesto número 33 en Suecia. En mayo del mismo año, se lanzó "Union", canción tributo a Dee D. Jackson "Automatic Love". En noviembre, se incluyó la colaboración con Vice "Hot Shots" en el disco "Save Lifes Vol. II".
En febrero del 2014, se anuncia su nuevo sencillo "Candy Love". Este forma parte de su segundo álbum de estudio titulado Beauty Is Pain lanzado en abril de 2014.

## Discografía

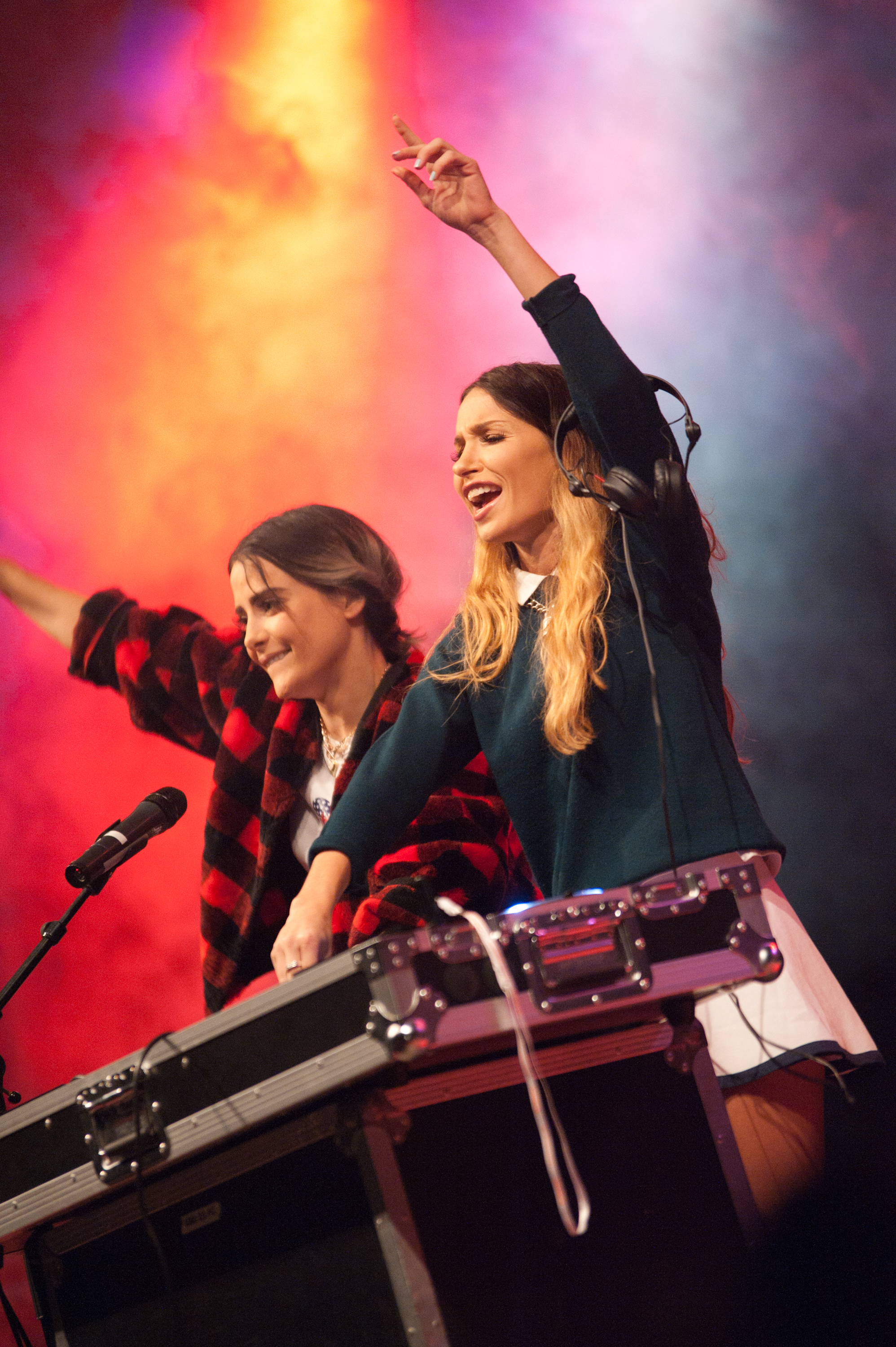
Rebecca & Fiona en 2011.

### Álbumes de estudio
- 2011: “I Love You Man”[7]
- 2014: Beauty Is Pain
- 2018:  Art of Being a Girl

### Extended plays
- 2016: Party Hard

### Sencillos
- 2024" "Arena"
- 2018: "Need You"
- 2016: "Cold As X-mas"
- 2016: "Shotgun"
- 2016: "Drugstore Lovin'"
- 2015: "Sayonara"
- 2014: "Holler"
- 2014: "Candy Love"
- 2013: "Hot Shots"
- 2013: "Union"
- 2013: "Taken Over" (con Style of Eye)
- 2012: "Giliap"
- 2012: "Bullets"
- 2012: "Dance"
- 2011: "Hard"
- 2011: "Jane Doe"
- 2011: "If She Was Away" / "Hard"
- 2011: "Bullets"
- 2010: "Luminary Ones"

#### Colaboraciones con otros artistas
- 2015: Dolores Haze - "Crazy About Me"
- 2014: Little Jinder - "Vita Bergens klockor"
- 2014: John Dahlbäck feat. Rebecca & Fiona – "Honors"
- 2012: Blende – "Fake Love"
- 2012: Morten Breum – "Larva (Far Away)"
- 2012: The Royal Concept – "World On Fire (Remix)"
- 2011: Kaskade with Rebecca & Fiona – "Turn It Down"
- 2011: Adrian Lux – "Weekend Heroes"
- 2011: Adrian Lux – "Angels"
- 2011: Adrian Lux feat. Rebecca & Fiona – "Boy"
- 2010: Basutbudet feat. Rebecca & Fiona – "Låna Pengar"